# Getgoods.de

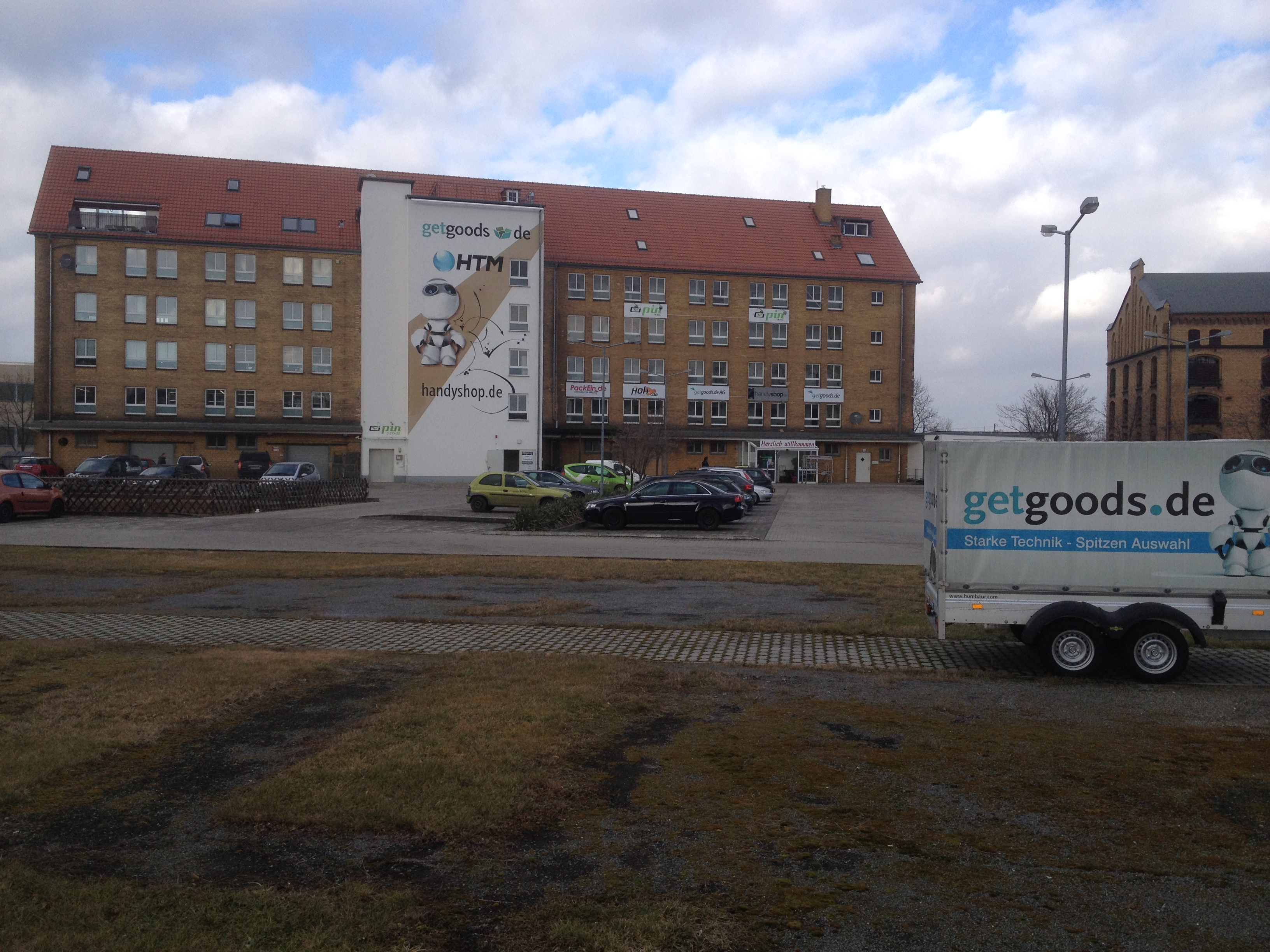
Gebäude der getgoods.de AG in Frankfurt (Oder) im Februar 2014

Die getgoods.de AG war ein in Frankfurt (Oder) ansässiges E-Commerce-Unternehmen, das 2011 sechs Onlineshops betrieb, darunter getgoods.de, ein Versandhandelsunternehmen für Computer- und Elektronikprodukte.
Die getgoods.de AG und die Tochtergesellschaft getgoods.de Vertriebs GmbH stellten am 15. November 2013 Antrag auf Eröffnung eines Insolvenzverfahrens. Die Tochtergesellschaft wurde im Dezember 2013 von Conrad Electronic gekauft. 2014 wurden beide Standorte in Frankfurt (Oder) zu Gunsten des Standorts in Berlin-Schönefeld aufgegeben. Ende 2015 hat getgoods.de seinen Betrieb eingestellt.

## Geschichte
Ursprünglich war der Onlineshop getgoods.de ein Geschäftsbereich der im Jahr 2007 gegründeten HTM Handy-Trends+More GmbH. Deren Geschäftsführer Markus Rockstädt-Mies war vor Gründung der HTM GmbH unter anderem bei dem Distributor Tech Data tätig.
Die getgoods.de AG entstand, als die TM Investment GmbH als alleinige Inhaberin der HTM GmbH mit der DÜBAG Düsseldorfer Beteiligungen Aktiengesellschaft zur getgoods.de AG verschmolz.
Bekanntheit erlangte das mittelständische Unternehmen durch die Übernahme des Onlinehändlers Home of Hardware (HOH). Dessen vorheriger Eigentümer, das deutsche Systemhaus Cancom, hatte HOH 2008 übernommen, veräußerte jedoch 2011 für drei Millionen Euro sämtliche Anteile, um sich auf das margenstärkere B2B-Geschäft zu konzentrieren.
Anfang November 2011 eröffnete das Unternehmen ein neues Logistikzentrum in Frankfurt (Oder) mit einer Lagerfläche von ca. 3.000 Quadratmetern, welches gemäß dem  Vorstandsvorsitzenden Rockstädt-Mies das Potential für ein Versandvolumen von über 40.000 Paketen pro Tag bietet. Das hierfür erforderliche Investitionsvolumen betrug 1,3 Millionen Euro.
Neben ihren Online-Aktivitäten verfügte die HTM GmbH auch über ein zur ElectronicPartner-Verbundgruppe gehörendes Ladengeschäft.
Im Februar 2012 erhöhte der Vorstandsvorsitzende Markus Rockstädt-Mies seine Aktien-Anteile auf 22,9 % des Grundkapitals. Darüber hinaus sind Rockstädt-Mies weitere 4.250.000 Aktien über die Beteiligungsgesellschaft TM Invest GmbH zuzurechnen. Insgesamt war das Management nun mit 72,9 % am Grundkapital beteiligt, der Free Float bleibt unverändert bei 27,1 %.
Am 27. März 2012 wurde getgoods.de in den Entry Standard der Frankfurter Wertpapierbörse aufgenommen. Ende Oktober 2012 wurde eine Unternehmensanleihe zu 7,75 % p. a. vollständig platziert; der Emissionserlös von 30 Mio. Euro sollte laut Eigeninformation der getgoods.de AG vorrangig für die Erweiterung des Produktsortiments und des Warenlagers genutzt werden.
Nach Informationen der Nachrichtenagentur Bloomberg befand sich die getgoods.de AG 2012 in Verhandlungen zur Übernahme durch die Metro AG.

### Wirtschaftliche Turbulenzen & Insolvenz
Anfang September 2013 wurde die getgoods.de AG von der Creditreform Ratingagentur von „Stark befriedigende Bonität, geringes bis mittleres Insolvenzrisiko“ auf „Befriedigende Bonität, mittleres Insolvenzrisiko“ heruntergestuft. Als Ursache nannte die Ratingagentur die Qualität des Rechnungswesen und Controllings, dessen Strukturen nicht mit dem Unternehmenswachstum mitgewachsen seien. Ende Oktober 2013 wurde bekannt, dass sich das Unternehmen mit der Euler Hermes Forderungsmanagement GmbH in Verhandlungen um Kreditlinien befand. Die Unternehmensleitung gab als Begründung für die Verhandlungen mit Euler Hermes bezüglich der Kreditlinien „Umstrukturierungen in unserem Unternehmen“ an und verneinte Liquiditätsprobleme.
Am 14. November 2013 wurde die Zahlungsunfähigkeit der getgoods.de AG und der getgoods.de Vertriebs GmbH bekanntgegeben. Am 15. November 2013 stellten die getgoods.de AG und die Vertriebstochter Antrag auf Eröffnung eines Insolvenzverfahrens – der Onlinehandel ging dennoch weiter. Am 18. November 2013 wurden die Betriebsstätte sowie die Privatwohnungen der beiden Geschäftsführer der getgoods.de AG und deren Vertriebstochter wegen des Verdachts der Unterschlagung durchsucht. Das Brandenburger Landeskriminalamt teilte am 20. November 2013 mit, dass die Auswertung der gesicherten Daten „einige Zeit in Anspruch nehmen“ wird.
Conrad Electronic war an einer Übernahme von getgoods.de interessiert und reichte zu diesem Zweck am 27. November 2013 beim Bundeskartellamt einen Antrag zur Übernahme der wesentlichen Vermögensgegenstände ein. Am 4. Dezember 2013 übernahm dann Conrad Electronic den Geschäftsbetrieb vom insolventen Onlineversender getgoods.de. Alle 190 Mitarbeiter an den Standorten Frankfurt (Oder) und Schönefeld bei Berlin wurden unter Vorbehalt übernommen. Die Marken getgoods.de und hoh.de sind als eigenständige Shops erhalten und unter der Get-it-quick GmbH – mit Verwaltungssitz in Hirschau – weitergeführt worden.
Nach erfolgter Bestandsaufnahme der getgoods.de Vertriebs GmbH teilte die Get-it-quick GmbH am 23. Januar 2014 mit, dass die beiden Standorte in Frankfurt (Oder) aufgegeben werden. Entgegen der zuvor bekundeten Absicht, alle 190 Mitarbeiter weiterzubeschäftigen, blieben nun lediglich die rund 65 Arbeitsplätze am Standort Berlin erhalten. Lager und Logistik sollen zukünftig von der Konzernmutter Conrad oder über externe Partner abgewickelt werden.
Der Online-Shop getgoods.de hat zum 16. November 2015 seinen Betrieb eingestellt.

## Sponsoring
Zur Steigerung des Bekanntheitsgrades verfolgte die getgoods.de AG zahlreiche Sponsoringaktivitäten; unter anderem war getgoods.de bis Ende November 2013 Haupt- und Trikotsponsor des DSC Arminia Bielefeld sowie Hauptsponsor des 1. FC Frankfurt.
Zudem engagierte sich die getgoods.de AG im Boxsport.
Seit Anfang 2013 war die getgoods.de AG Hauptsponsor des Deutschen Handballbunds.